# Boarmia grosica
Boarmia grosica là một loài bướm đêm trong họ Geometridae.